# Chlamydomonas
Chlamydomonas nom. cons., je rod zelenih algi sastavljen od jednostaničnih bičaša koji žive u slatkim vodama i vlažnom tlu.

## Izgled
Jednostanično tijelo je elipsastog oblika, a dugo je 10-20 mikrometara. Citoplazma je okružena staničnom stijenkom sastavljenom od glikoproteina (iako se kod većine algi sastoji od ugljikohidratnih polimera). Ima dva jednaka biča, koja mu omogućuju kretanje u vodi.
U stanici se nalazi samo jedan kloroplast, koji zauzima njezin velik dio. U njemu se nalazi proteinsko područje zvano pirenoid, koje sadrži enzim rubisco, pa je uključeno u proizvodnju škroba. Često je okruženo škrobnim zrncima.  U stanici se također nalaze i dvije kontraktilne vakuole, koje služe za izbacivanje viška vode upijene osmozom.

## Prehrana
Chlamydomonas stvara hranu fotosintezom. Okružen je vodom u kojoj se nalazi otopljeni ugljikov dioksid i soli. Ima dovoljno svjetla, pa uz pomoć kloroplasta može procesom fotosinteze načiniti škrob. Iz tog ugljikohidrata, uz neke dodatna elemente može stvoriti sve druge tvari koje su mu potrebne za opstanak.

## Vrste
1. Chlamydomonas aalesundensis (N.Wille) Pascher
2. Chlamydomonas abbreviata Skvortzov
3. Chlamydomonas acidophila Negoro
4. Chlamydomonas acies H.Ettl
5. Chlamydomonas actinochloris Deason & Bold
6. Chlamydomonas acuminata Skuja
7. Chlamydomonas acuta Korshikov
8. Chlamydomonas acutata Korshikov
9. Chlamydomonas acutiformis Pascher & Jahoda
10. Chlamydomonas acutissima Pascher
11. Chlamydomonas aequabilis Skuja
12. Chlamydomonas aggregata Deason & Bold
13. Chlamydomonas agloëformis Pascher
14. Chlamydomonas akimovii Vaulina, Dorogostajskaja, Noviczkova & Sdobnikova
15. Chlamydomonas akinetos Deason & Bold
16. Chlamydomonas alaskensis Skuja
17. Chlamydomonas alata Cohn
18. Chlamydomonas alatapapilla J.Schiller
19. Chlamydomonas alkalinophila H.J.Hu & L.M.Luo
20. Chlamydomonas allensworthii R.C.Starr, F.Marner & Jaenicke
21. Chlamydomonas altera Skuja
22. Chlamydomonas ambigua Gerloff
23. Chlamydomonas ametastatos F.Moewus
24. Chlamydomonas amici-mei H.Ettl
25. Chlamydomonas angulosa O.Dill
26. Chlamydomonas annulata Nygaard
27. Chlamydomonas anticontata J.Schiller
28. Chlamydomonas anulata Nygaard
29. Chlamydomonas anuraea Korshikov
30. Chlamydomonas apiangulata H.J.Hu
31. Chlamydomonas apicala Skvortzov
32. Chlamydomonas apiculata Pascher
33. Chlamydomonas appendiculata Deason & Bold
34. Chlamydomonas applanata Pringsheim
35. Chlamydomonas arachne Pascher
36. Chlamydomonas archibaldiae Uhlik & Bold
37. Chlamydomonas arctoalpina Skuja
38. Chlamydomonas asiatica Skvortzov
39. Chlamydomonas asterosperma Lagerheim
40. Chlamydomonas astigmata M.W.Spargo
41. Chlamydomonas asymmetrica Korshikov
42. Chlamydomonas autumnalis Skuja
43. Chlamydomonas bacca Ettl
44. Chlamydomonas baccata Skvortzov
45. Chlamydomonas bacillaris R.Grandori & L.Grandori
46. Chlamydomonas bacillus Pascher & R.Jahoda
47. Chlamydomonas badensis F.Moewus
48. Chlamydomonas ballenyana Kol
49. Chlamydomonas basimaculata Pascher & Jahoda
50. Chlamydomonas bella Pascher
51. Chlamydomonas bergii Nygaard
52. Chlamydomonas bicaudata L.Moewus
53. Chlamydomonas bichlora Pascher & R.Jahoda
54. Chlamydomonas biciliata (Pascher) Korshikov
55. Chlamydomonas bicocca Pascher
56. Chlamydomonas biconica A.Pascher
57. Chlamydomonas bilatus Ettl
58. Chlamydomonas bipartita Pascher
59. Chlamydomonas boldii Ettl
60. Chlamydomonas bolyaiana Kol
61. Chlamydomonas botryopara Rodhe & Skuja
62. Chlamydomonas botulus Ettl
63. Chlamydomonas bourrellyi Ettl
64. Chlamydomonas breviciliata Korshikov
65. Chlamydomonas britannica J.W.G.Lund
66. Chlamydomonas bursiculaeformis Skvortzov
67. Chlamydomonas caeca Sokoloff
68. Chlamydomonas calatelensis (Péterfi) H.Ettl
69. Chlamydomonas calcicola Fritsch & John
70. Chlamydomonas callosa Gerloff
71. Chlamydomonas capitata Scherffel & Pascher
72. Chlamydomonas caput-sepiae Pascher
73. Chlamydomonas carolii Ettl
74. Chlamydomonas carpatica Ettl
75. Chlamydomonas caucasica Kol
76. Chlamydomonas caudata Wille
77. Chlamydomonas cavanillesiana P.González
78. Chlamydomonas cellerima Pascher
79. Chlamydomonas chadefaudii Bourrelly
80. Chlamydomonas characioides Korshikov
81. Chlamydomonas chlamydogama Bold
82. Chlamydomonas chlorastera H.Ettl
83. Chlamydomonas chlorogonioides Pascher & Jahoda
84. Chlamydomonas chodatii Pascher
85. Chlamydomonas cienkowskii Schmidle
86. Chlamydomonas citriformis Scherffel & Pascher
87. Chlamydomonas clavata Nygaard
88. Chlamydomonas closter Pascher
89. Chlamydomonas coccoides Butcher
90. Chlamydomonas communis Perty
91. Chlamydomonas complanata Pascher
92. Chlamydomonas completa Pascher
93. Chlamydomonas composita Pascher
94. Chlamydomonas concinna Gerloff
95. Chlamydomonas concordia J.C.Green, D.Neuville & P.Daste
96. Chlamydomonas confinis Skuja
97. Chlamydomonas conica P.A.Dangeard
98. Chlamydomonas coniformis Pascher
99. Chlamydomonas conjungens Pascher
100. Chlamydomonas conochilae M.O.P.Iyengar
101. Chlamydomonas conocylindrus Pascher
102. Chlamydomonas constricta Pascher
103. Chlamydomonas conversa Korshikov
104. Chlamydomonas convexa Pascher
105. Chlamydomonas corrosa Pascher & Jahoda
106. Chlamydomonas corticatiformis L.Péterfi
107. Chlamydomonas costata Korshikov
108. Chlamydomonas crassa H.R.Christen
109. Chlamydomonas cribrum Ettl
110. Chlamydomonas cristata D.Vodenicarov & I.Kirjanov
111. Chlamydomonas cucculata Pascher & R.Jahoda
112. Chlamydomonas curvicauda Pascher & Czurda
113. Chlamydomonas cyanea Schiller
114. Chlamydomonas cylindrica Chodat
115. Chlamydomonas cylindrocystiformis M.O.P.Iyengar
116. Chlamydomonas cylindrus Gerloff
117. Chlamydomonas dactylococcoides Scherffel & Pascher
118. Chlamydomonas dalecarlica Skuja
119. Chlamydomonas damasii Pascher
120. Chlamydomonas dangeardii Chmilinski
121. Chlamydomonas danica H.Ettl
122. Chlamydomonas dauciformis Ettl
123. Chlamydomonas decipiens Pascher
124. Chlamydomonas deludens H.R.Christen
125. Chlamydomonas depressa Skuja
126. Chlamydomonas dictyosphaeriae M.O.P.Iyengar
127. Chlamydomonas difficilis Pascher
128. Chlamydomonas diffusa Pascher
129. Chlamydomonas dillii P.A.Dangeard
130. Chlamydomonas dinobryonis G.M.Smith
131. Chlamydomonas doliolum Pascher
132. Chlamydomonas dorsiventralis F.E.Fritsch & M.F.Rich
133. Chlamydomonas dorsoventralis Pascher
134. Chlamydomonas dresdensis Moewus
135. Chlamydomonas duplex Skuja
136. Chlamydomonas ehrenbergii Gorozhankin [Goroschankin]
137. Chlamydomonas elegans G.S.West
138. Chlamydomonas elliptica Korshikov
139. Chlamydomonas emaculata P.C.Silva
140. Chlamydomonas endogloea Skuja
141. Chlamydomonas epibiotica Ettl
142. Chlamydomonas epsilon Moewus
143. Chlamydomonas eradians Pascher
144. Chlamydomonas ettlii Fott
145. Chlamydomonas eucallosa Ettl
146. Chlamydomonas euchlorum (Ehrenberg) Wille
147. Chlamydomonas eupapillata Moewus
148. Chlamydomonas euryale R.A.Lewin
149. Chlamydomonas eustigma Ettl
150. Chlamydomonas fallax Pascher
151. Chlamydomonas falsipertusa Nakada
152. Chlamydomonas fasciata Ettl
153. Chlamydomonas fenestrata L.A.Whitford
154. Chlamydomonas fiscina Pascher
155. Chlamydomonas fissa Pascher
156. Chlamydomonas flavovirens Rostafinski
157. Chlamydomonas flosaquae R.Brabez
158. Chlamydomonas flosculariae Korshikov
159. Chlamydomonas foraminata Behre & Schwabe
160. Chlamydomonas formosissima Pascher
161. Chlamydomonas fossalis Conrad & Kufferath
162. Chlamydomonas fottii J.M.King
163. Chlamydomonas foveolarum Skuja
164. Chlamydomonas frankii Pascher
165. Chlamydomonas friedmannii Ettl
166. Chlamydomonas fungicola Puymaly
167. Chlamydomonas gallica (Bourrelly) Ettl
168. Chlamydomonas geitleri Ettl
169. Chlamydomonas geminata Pascher
170. Chlamydomonas gerloffii Ettl
171. Chlamydomonas gibberula Pascher
172. Chlamydomonas glacialis Lagerheim
173. Chlamydomonas glans Pascher
174. Chlamydomonas globosa J.W.Snow
175. Chlamydomonas globulosa Perty
176. Chlamydomonas gloeogama Korshikov
177. Chlamydomonas gloeopara Rodhe & Skuja
178. Chlamydomonas gloeophila Skuja
179. Chlamydomonas gordalensis J.W.G.Lund
180. Chlamydomonas goroschankinii Chmielevsky
181. Chlamydomonas gracilis J.W.Snow
182. Chlamydomonas grandis F.Stein
183. Chlamydomonas grandistigma A.K.Mitra
184. Chlamydomonas gregaria Butcher
185. Chlamydomonas grintzescui L.Péterfi
186. Chlamydomonas guanophila Skuja
187. Chlamydomonas guizhounensis H.J.Hu & L.M.Luo
188. Chlamydomonas gutta Pascher
189. Chlamydomonas gymnogyne A.Pascher
190. Chlamydomonas gyroides Pascher
191. Chlamydomonas gyrus Pascher
192. Chlamydomonas haematococcoides Pascher & Jahoda
193. Chlamydomonas hallensis Moewus
194. Chlamydomonas halophila Francé
195. Chlamydomonas hebes Pascher
196. Chlamydomonas hedleyi J.J.Lee, L.J.Crockett, J.Hagen & R.Stone
197. Chlamydomonas hemigymnos L.Moewus
198. Chlamydomonas heterogama Gerloff
199. Chlamydomonas heverlensis Conrad
200. Chlamydomonas hexangularis M.O.P.Iyengar
201. Chlamydomonas hindakii Ettl
202. Chlamydomonas huberi H.Ettl
203. Chlamydomonas humicola Lucksch
204. Chlamydomonas humophilos Gerloff
205. Chlamydomonas hydra H.Ettl
206. Chlamydomonas hydrae T.Itô
207. Chlamydomonas hypermaculata H.Ettl
208. Chlamydomonas hyperstigmata H.Ettl
209. Chlamydomonas imitans Pascher
210. Chlamydomonas immobilis Korshikov
211. Chlamydomonas inaequalis Pascher & Jahoda
212. Chlamydomonas incerta Pascher
213. Chlamydomonas incisa Korshikov
214. Chlamydomonas inconstans Pascher
215. Chlamydomonas incurva Pascher
216. Chlamydomonas indica A.K.Mitra
217. Chlamydomonas inepta Ettl
218. Chlamydomonas inermis Ettl
219. Chlamydomonas inertis Korshikov
220. Chlamydomonas inflata Skvortsov
221. Chlamydomonas inflexa Pringsheim
222. Chlamydomonas inhabilis Pascher
223. Chlamydomonas insana Pascher
224. Chlamydomonas insolita Skuja
225. Chlamydomonas intermedia Chodat
226. Chlamydomonas inversa Pascher
227. Chlamydomonas irregularis L.Moewus
228. Chlamydomonas isabeliensis J.M.King
229. Chlamydomonas isogama Korshikov
230. Chlamydomonas israelensis Massjuk & Lilits
231. Chlamydomonas iyengarii A.K.Mitra
232. Chlamydomonas kakosmos F.Moewus
233. Chlamydomonas kirchneriellae M.O.P.Iyengar
234. Chlamydomonas klebsii Pascher
235. Chlamydomonas kleinii Schmidle
236. Chlamydomonas klinobasis Skuja
237. Chlamydomonas kniepii Moewus
238. Chlamydomonas kochii Ettl
239. Chlamydomonas komarekii H.Ettl
240. Chlamydomonas komma Skuja
241. Chlamydomonas koprophilos Pascher
242. Chlamydomonas kronauensis Ettl
243. Chlamydomonas kuteinikowii Goroschankin [Gorozhankin]
244. Chlamydomonas kuwadae Gerloff
245. Chlamydomonas kvildensis H.Ettl
246. Chlamydomonas lacustris L.S.Péterfi
247. Chlamydomonas lagenula Pascher
248. Chlamydomonas languida Pascher
249. Chlamydomonas lapponica Skuja
250. Chlamydomonas lateralis Skuja
251. Chlamydomonas latifrons Nygaard
252. Chlamydomonas leiostraca (Strehlow) H.Ettl
253. Chlamydomonas lenta Pascher
254. Chlamydomonas leptobasis Skuja
255. Chlamydomonas leptochaete L.Moewus
256. Chlamydomonas leptos Moewus
257. Chlamydomonas lewinii Ettl
258. Chlamydomonas libonica H.J.Hu & L.M.Luo
259. Chlamydomonas limosa Pascher
260. Chlamydomonas lismorensis Playfair
261. Chlamydomonas lobulata H.Ettl
262. Chlamydomonas longeovalis Pascher
263. Chlamydomonas longirubra Pascher
264. Chlamydomonas longistigma O.Dill
265. Chlamydomonas lunata Pascher & R.Jahoda
266. Chlamydomonas lunata Skvortzov
267. Chlamydomonas lundii H.Ettl & O.Ettl
268. Chlamydomonas lunulatiformis L.Péterfi
269. Chlamydomonas macroplastida J.W.G.Lund
270. Chlamydomonas macropyrenoidosa Skuja
271. Chlamydomonas macrostellata J.W.G.Lund
272. Chlamydomonas macrostigma Pascher
273. Chlamydomonas madraspatensis M.O.P.Iyengar
274. Chlamydomonas magnusii J.Reinke
275. Chlamydomonas magurensis L.S.Péterfi
276. Chlamydomonas manshurica Skvortzov
277. Chlamydomonas maramuresensis Péterfi
278. Chlamydomonas marsupium Ettl
279. Chlamydomonas marvanii Ettl
280. Chlamydomonas matwienkoi H.Ettl
281. Chlamydomonas mediostigmata H.R.Christen
282. Chlamydomonas melanospora R.A.Lewin
283. Chlamydomonas metapyrenigera Skuja
284. Chlamydomonas microcystiae M.O.P.Iyengar
285. Chlamydomonas microhalophila Bischoff
286. Chlamydomonas micropapillata Moewus
287. Chlamydomonas microscopica G.S.West
288. Chlamydomonas microsphaera Pascher & Jahoda
289. Chlamydomonas microsphaerella Pascher & Jahoda
290. Chlamydomonas mikroplankton J.Reinke
291. Chlamydomonas minuta Pringsheim
292. Chlamydomonas minutissima Korshikov
293. Chlamydomonas moewusii Gerloff
294. Chlamydomonas monoica Strehlow
295. Chlamydomonas montana Romanenko
296. Chlamydomonas monticola Shin Watanabe
297. Chlamydomonas mucicola Schmidle
298. Chlamydomonas muciphila Ettl
299. Chlamydomonas multigranulis H.J.Hu & L.M.Luo
300. Chlamydomonas multipes A.Pascher
301. Chlamydomonas multiplex Skvortzov
302. Chlamydomonas multipyrenoidosa M.O.P.Iyengar
303. Chlamydomonas multitaeniata Korschikov
304. Chlamydomonas muriella J.W.G.Lund
305. Chlamydomonas musculus Pascher
306. Chlamydomonas mutabilis Gerloff
307. Chlamydomonas napocensis L.Péterfi
308. Chlamydomonas nasuta Korshikov
309. Chlamydomonas nephroidea H.J.Hu & L.M.Luo
310. Chlamydomonas nitens Skuja
311. Chlamydomonas noctigama Korschikov
312. Chlamydomonas novaezealandiae G.I.Playfair
313. Chlamydomonas nygaardii Fott
314. Chlamydomonas obergurglii Ettl
315. Chlamydomonas obesa Ettl
316. Chlamydomonas oblonga Skvortzov
317. Chlamydomonas oblonga Pringsheim
318. Chlamydomonas oblongella J.W.G.Lund
319. Chlamydomonas obovata M.O.P.Iyengar
320. Chlamydomonas oboviformis H.J.Hu & Y.X.Wei
321. Chlamydomonas obtusa A.Braun
322. Chlamydomonas obversa Pascher
323. Chlamydomonas ocellata Skvortzov
324. Chlamydomonas ohioensis Wailes
325. Chlamydomonas olifaniae Korshikov
326. Chlamydomonas oligochloris Pascher & Jahoda
327. Chlamydomonas oligothermica Huber-Pestalozzi
328. Chlamydomonas oocysticola M.O.P.Iyengar
329. Chlamydomonas opisthostigma H.R.Christen
330. Chlamydomonas opulenta Pascher
331. Chlamydomonas orbicularis Pringsheim
332. Chlamydomonas ovalis Korshikov
333. Chlamydomonas ovalis Pascher
334. Chlamydomonas ovata P.A.Dangeard
335. Chlamydomonas oviformis Pringsheim
336. Chlamydomonas pachychlamys Pascher & Jahoda
337. Chlamydomonas palla Butcher
338. Chlamydomonas pallens Pringsheim
339. Chlamydomonas pallida H.Ettl
340. Chlamydomonas pallidopsis Massjuk & Lilits
341. Chlamydomonas pallidostigmatica J.M.King
342. Chlamydomonas palmellomoewusii Novis & Visnovsky
343. Chlamydomonas parallelistriata Korshikov
344. Chlamydomonas paramucosa Schiller
345. Chlamydomonas parietaria O.Dill
346. Chlamydomonas parisii Bourrelly
347. Chlamydomonas parkeae Ettl
348. Chlamydomonas partita Brabez
349. Chlamydomonas parvula Gerloff
350. Chlamydomonas passiva Skuja
351. Chlamydomonas patellaria L.A.Whitford
352. Chlamydomonas paupercula Playfair
353. Chlamydomonas pelophila Skuja
354. Chlamydomonas penium Pascher
355. Chlamydomonas pennata Pascher
356. Chlamydomonas perigranulata S.Hirayama, R.Ueda, T.Nakayama & I.Inouye
357. Chlamydomonas perpusilla Gerloff
358. Chlamydomonas pertusa Chodat
359. Chlamydomonas pertyi Goroschankin [Gorozhankin]
360. Chlamydomonas petasus Ettl
361. Chlamydomonas peterfii Gerloff
362. Chlamydomonas phaseolus Skvortzov
363. Chlamydomonas pigra Butcher
364. Chlamydomonas pila Ettl
365. Chlamydomonas pinicola Ettl
366. Chlamydomonas piriformis J.Schiller
367. Chlamydomonas pirum Ettl
368. Chlamydomonas pisiformis O.Dill
369. Chlamydomonas pisum Pascher
370. Chlamydomonas pitschmannii Ettl
371. Chlamydomonas planctogloea Skuja
372. Chlamydomonas planoconvexa J.W.G.Lund
373. Chlamydomonas platyrhyncha Korshikov
374. Chlamydomonas plethora Butcher
375. Chlamydomonas poljanskii Ettl
376. Chlamydomonas polydactyla Chodat
377. Chlamydomonas polypyrenoides Moewus
378. Chlamydomonas polypyrenoideum Prescott
379. Chlamydomonas praecox Pascher
380. Chlamydomonas primoveris Skuja
381. Chlamydomonas proboscigera Korshikov
382. Chlamydomonas prokudinii Kostikov & Demchenko
383. Chlamydomonas proteus Pringsheim
384. Chlamydomonas protracta Pascher & Jahoda
385. Chlamydomonas provasolii J.J.Lee, M.E.McEnery, E.G.Kahn & F.L.Schuster
386. Chlamydomonas pseudagloë Pascher
387. Chlamydomonas pseudeugametos Brabez
388. Chlamydomonas pseudintermedia Behre & Schwabe
389. Chlamydomonas pseudo-elegans F.E.Fritsch & John
390. Chlamydomonas pseudobadensis M.O.P.Iyengar
391. Chlamydomonas pseudocaeca Ettl
392. Chlamydomonas pseudococcum Lucksch
393. Chlamydomonas pseudocostata Pascher & R.Jahoda
394. Chlamydomonas pseudodangeardii Skvortzov
395. Chlamydomonas pseudoelegans F.E.Fritsch & R.P.John
396. Chlamydomonas pseudoelliptica Bourrelly
397. Chlamydomonas pseudoepiphytica M.O.P.Iyengar
398. Chlamydomonas pseudofonticola Brabez
399. Chlamydomonas pseudogloeogama Gerloff
400. Chlamydomonas pseudohaematococcoides M.O.P.Iyengar
401. Chlamydomonas pseudolunata Ettl
402. Chlamydomonas pseudomicrosphaera J.M.King
403. Chlamydomonas pseudomutabilis Ettl
404. Chlamydomonas pseudopertyi Pascher
405. Chlamydomonas pseudoplanoconvexa Desikachary
406. Chlamydomonas pseudopolypyrenoidea M.O.P.Iyengar
407. Chlamydomonas pseudopulsatilla Gerloff
408. Chlamydomonas pseudoregularis Ettl
409. Chlamydomonas pseudoreticulata Pascher
410. Chlamydomonas pseudorotula M.O.P.Iyengar
411. Chlamydomonas pseudostellata Ettl
412. Chlamydomonas pseudostellata M.O.P.Iyengar
413. Chlamydomonas pseudotarda Bourrelly
414. Chlamydomonas pseudotetraolaris M.O.P.Iyengar
415. Chlamydomonas pseudotubulosa L.Péterfi
416. Chlamydomonas pulchra Skvortzov
417. Chlamydomonas pulsatilla H.W.Wollenweber
418. Chlamydomonas pulvinata Vischer
419. Chlamydomonas pumilio Ettl
420. Chlamydomonas pumilioniformis Péterfi
421. Chlamydomonas pusilla Playfair
422. Chlamydomonas pygmaea Reisigl
423. Chlamydomonas pyramidalis J.W.G.Lund
424. Chlamydomonas pyrenobractea Ettl
425. Chlamydomonas pyrenodiscus Ettl
426. Chlamydomonas pyrenogeiton Pascher
427. Chlamydomonas pyrenoidosa Schiller
428. Chlamydomonas pyriformis J.Schiller
429. Chlamydomonas pyriformis M.O.P.Iyengar
430. Chlamydomonas pyriformis Skvortzov
431. Chlamydomonas quadrilobata N.Carter
432. Chlamydomonas quiescens Skuja
433. Chlamydomonas radiata T.R.Deason & Bold
434. Chlamydomonas radiosa A.Schneider
435. Chlamydomonas ranula Pascher
436. Chlamydomonas rapa Ettl
437. Chlamydomonas rattulii Korshikov
438. Chlamydomonas raudensis Ettl
439. Chlamydomonas recta A.Pascher
440. Chlamydomonas recta Skvortzov
441. Chlamydomonas regularis Korshikov
442. Chlamydomonas reinhardtii P.A.Dangeard - tip
443. Chlamydomonas reisiglii H.Ettl
444. Chlamydomonas reniformis Playfair
445. Chlamydomonas retronatans H.Jakubiec
446. Chlamydomonas retroversa Nygaard
447. Chlamydomonas rhigophilos Pascher
448. Chlamydomonas rhinoceros Ettl
449. Chlamydomonas rhomboidalis H.R.Christen
450. Chlamydomonas rhopaloides Korshikov
451. Chlamydomonas rigensis Skuja
452. Chlamydomonas rigophilos Kuhn & F.Moewus
453. Chlamydomonas rima Flint & Ettl
454. Chlamydomonas romanica Péterfi
455. Chlamydomonas rosae H.Ettl & O.Ettl
456. Chlamydomonas rostrata L.S.Cienkowski
457. Chlamydomonas rotifera J.H.Gerloff
458. Chlamydomonas rotula Playfair
459. Chlamydomonas rudolphiana Pascher
460. Chlamydomonas rugosa Butcher
461. Chlamydomonas saccus Pascher
462. Chlamydomonas sagene Pascher
463. Chlamydomonas sagittula Skuja
464. Chlamydomonas salina H.J.Hu & L.M.Luo
465. Chlamydomonas salinophila H.Ettl
466. Chlamydomonas salviniae Skvortzov
467. Chlamydomonas sanguinea Lagerheim
468. Chlamydomonas saxonensis Skuja
469. Chlamydomonas scalpriformis Pascher
470. Chlamydomonas scarabaeus Pascher
471. Chlamydomonas schilleriana J.H.Gerloff
472. Chlamydomonas schizochlora Bold
473. Chlamydomonas schloesseri Pröschold & Darienko
474. Chlamydomonas scintillans A.Pascher
475. Chlamydomonas scutula Pascher
476. Chlamydomonas sectilis Korshikov
477. Chlamydomonas securis Pascher
478. Chlamydomonas sedlicensis Ettl
479. Chlamydomonas semiampla Butcher
480. Chlamydomonas sessilis Korshikov
481. Chlamydomonas sestinensis Gerloff
482. Chlamydomonas shawii Skvortzow [Skvortzov]
483. Chlamydomonas sichuanensis H.J.Hu & S.Chen
484. Chlamydomonas siderogloea Pascher & R.Johoda
485. Chlamydomonas sigmoidea Pascher
486. Chlamydomonas silesiae Moewus
487. Chlamydomonas simplex Pascher
488. Chlamydomonas simulans Pascher
489. Chlamydomonas sinica Skvortzov
490. Chlamydomonas skujae Pascher
491. Chlamydomonas skvortzovi H.Ettl & O.Ettl
492. Chlamydomonas skvortzowiana G.E.Huber-Pestalozzi
493. Chlamydomonas smithiana A.Pascher
494. Chlamydomonas smithii R.W.Howshaw & H.Ettl
495. Chlamydomonas snowiae Printz
496. Chlamydomonas soederi Ettl
497. Chlamydomonas solida A.Pascher
498. Chlamydomonas solida Skvortzov
499. Chlamydomonas sordida Ettl
500. Chlamydomonas speciosa Korshikov
501. Chlamydomonas sphaera (J.Schiller) J.H.Gerloff
502. Chlamydomonas sphaerella E.G.Pringsheim
503. Chlamydomonas sphaerica Migula
504. Chlamydomonas sphaeroides Gerloff
505. Chlamydomonas sphagnicola (F.E.Fritsch) F.E.Fritsch & H.Takeda
506. Chlamydomonas sphagnophila Pascher
507. Chlamydomonas spinifera Ettl
508. Chlamydomonas spinosa H.Ettl
509. Chlamydomonas spirochloris Nygaard
510. Chlamydomonas spirogyroides H.Ettl
511. Chlamydomonas splendida L.Péterfi
512. Chlamydomonas spreta Butcher
513. Chlamydomonas springeri J.Schiller
514. Chlamydomonas squalens A.Pascher
515. Chlamydomonas stagnalis Skvortzov
516. Chlamydomonas stagnophila Butcher
517. Chlamydomonas starrii Ettl
518. Chlamydomonas steinii Goroschankin [Gorozhankin]
519. Chlamydomonas stellata O.Dill
520. Chlamydomonas stelliformis Ettl
521. Chlamydomonas stercoraria E.G.Pringsheim
522. Chlamydomonas stigmata Skvortzov
523. Chlamydomonas strepta F.Moewus
524. Chlamydomonas striata Korshikov
525. Chlamydomonas striolatus H.J.Hu & S.Chen
526. Chlamydomonas strohschneideri Pascher
527. Chlamydomonas subanguliformis H.Ettl
528. Chlamydomonas subangulosa F.E.Fritsch & R.P.John
529. Chlamydomonas subangulosa Skuja
530. Chlamydomonas subannulata C.C.Jao & H.J.Hu
531. Chlamydomonas subasymmetrica Pascher
532. Chlamydomonas subcaudata Wille
533. Chlamydomonas subcomposita Pascher
534. Chlamydomonas subconica P.Gayral & A.Sasson
535. Chlamydomonas subcylindracea Korshikov
536. Chlamydomonas subehrenbergii Butcher
537. Chlamydomonas subfasciata H.J.Hu & M.Yang
538. Chlamydomonas subfusiformis Gerloff
539. Chlamydomonas submarina Verschaffelt
540. Chlamydomonas suboogama Tschermak-Woess
541. Chlamydomonas subradiata Pascher
542. Chlamydomonas subreticulata Pascher
543. Chlamydomonas subrhinoceros H.J.Hu & M.Yang
544. Chlamydomonas subtilis Pringsheim
545. Chlamydomonas surtseyiensis D.J.Uhlik & Bold
546. Chlamydomonas svitaviensis Ettl
547. Chlamydomonas tarda Pascher
548. Chlamydomonas tatrica Fott
549. Chlamydomonas taurangensis Playfair
550. Chlamydomonas tauros Pascher
551. Chlamydomonas teodorescui L.Péterfi
552. Chlamydomonas teres H.R.Christen
553. Chlamydomonas terrestris J.B.Petersen
554. Chlamydomonas terricola Gerloff
555. Chlamydomonas testudo Ettl
556. Chlamydomonas tetractidis M.O.P.Iyengar
557. Chlamydomonas tetragama (Bohlin) Wille
558. Chlamydomonas tetraolaris H.W.Wollenweber
559. Chlamydomonas tetras J.W.G.Lund
560. Chlamydomonas tetravacuolata Ettl
561. Chlamydomonas texensis J.M.King
562. Chlamydomonas thiophila Ettl
563. Chlamydomonas thomassonii Ettl
564. Chlamydomonas tornensis Skuja
565. Chlamydomonas toveli L.Provasoli
566. Chlamydomonas transita Ettl
567. Chlamydomonas tremulans Skuja
568. Chlamydomonas triangularis J.Schiller
569. Chlamydomonas triplicanensis M.O.P.Iyengar
570. Chlamydomonas trulla Pascher
571. Chlamydomonas truncata F.E.Fritsch & M.F.Rich
572. Chlamydomonas typica T.R.Deason & Bold
573. Chlamydomonas ucrainica Demchenko, Massalski, Kostikov & Hoffmann
574. Chlamydomonas ulvaensis R.A.Lewin
575. Chlamydomonas umbonata Pascher
576. Chlamydomonas unregularis H.J.Hu & M.Yang
577. Chlamydomonas upsaliensis Skuja
578. Chlamydomonas varians J.W.G.Lund
579. Chlamydomonas vectensis Butcher
580. Chlamydomonas venusta Pascher
581. Chlamydomonas verrucalata H.J.Hu & M.Yang
582. Chlamydomonas versicolor Ettl
583. Chlamydomonas vibratilis L.Péterfi
584. Chlamydomonas virgata Pascher
585. Chlamydomonas vlastae Chadefaud
586. Chlamydomonas volvocicola M.O.P.Iyengar
587. Chlamydomonas waldenburgensis Moewus
588. Chlamydomonas wuhanensis Y.X.Wei
589. Chlamydomonas yellowstonensis Kol
590. Chlamydomonas zebra Korschikov
591. Chlamydomonas zerovii Romanenko
592. Chlamydomonas zygnemoides Pascher

## Vanjske poveznice
|  | Zajednički poslužitelj ima još gradiva o temi Chlamydomonas |
|  | Wikivrste imaju podatke o taksonu Chlamydomonas             |

- Youtube - Video Chlamydomonasa pod mikroskopskim povećanjem 1000x